# 호텔 에미시아 삿포로

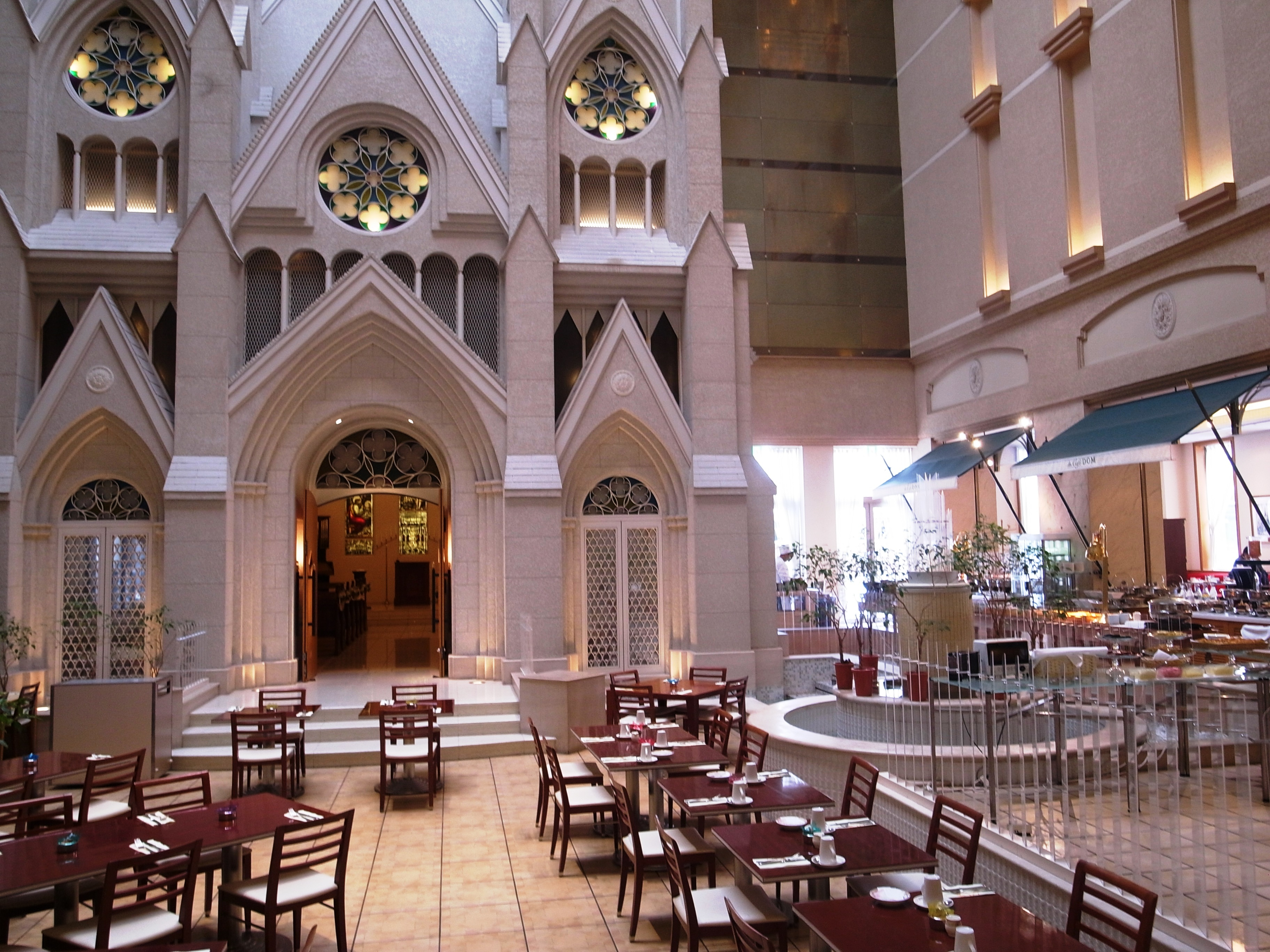

호텔 에미시아 삿포로(Hotel Emisia Sapporo)는 삿포로시 아쓰베쓰구에 위치한 호텔이다.

## 개요
전신은 아사히카와시에 본사를 둔 섬유 도매를 중심으로 지역계 종합 기업 토에이가 개통된 1996년 개업 "신삿포로 팰리스 호텔"(도쿄의팰리스 호텔 체인과는 무관이다). 신삿포로 부도심 개발의 제3기 사업으로 건설된다. 당시는 삿포로 시내에서 가장 높은(115 m) 건물이었다. 현재의 명칭 "에미시아"는 "웃음"(emi)과 "행복"(siawase)를 조합한 조어이며, 호텔을 이용하는 모든 분의 행복으로 이어질 것이라는 의미를 담은 것이다.
또한 당초 건물을 보유하고 운영에 있던 토에이는 본업 수익 저하(막대한 비용을 필요로 한 시설 사업을 포함) 부동산 사업에 실패하고, 주거래은행이었던 홋카이도 척식 은행 파탄에 따라 신규 대출을 받을 수 없어 2003년 1월 28일에 자주 재건을 단념하는 민사재생법을 신청했다. 이 시설을 포함한 3호텔의 운영은 계속되었으며, 론스타 재팬에 마루카쓰 백화점, 케이블 테레비국 등과 함께 매각되어 경영권이 이양되었으나, 이 영업은 계속되었다. 현재는 솔라레 호텔즈 앤드 리조츠를 거쳐서 호스피탤리티 오퍼레이션이 운영하고 있다.

## 연혁
- 1996년: "신삿포로 팰리스 호텔"로 개업.
- 1999년: 스타우드 호텔&리조트과 손잡고 "쉐라톤 호텔 삿포로"이라고 개칭.
- 2003년: 오너 회사인 토에이가 "민사재생법" 신청. 영업은 계속하고, 론스타 재팬에게 경영권을 이양.
- 2004년: 론스타 사 산하의 솔라레 호텔즈 앤드 리조츠 운영 개시. 솔라레 사의 자회사 "쉐라톤 삿포로"가 계속 스타 우드 운영을 맡는 형태가 되었다.
- 2013년: 호스피탤리티 오퍼레이션이 사업 양수. "쉐라톤 삿포로" 지분을 호스피탤리티 사에 매각하는 사업 양도 작업이지만, 운영은 계속 스타우드가 계속하게 됐다.
- 2014년: 스타 우드 호텔&리조트와 업무 제휴 해소에 따른, "호텔 에미시아 삿포로"로 개칭.

## 시설
객실
- 스탠더드 플로어/하이 플로어
  - 싱글(18 m²)
  - 트윈(24 m²)
  - 코너 트윈(24, 29 m²)
  - 더블(24 m²)
  - 코너 더블(29 m²)
  - 패밀리(42 m²)
- 스카이 플로어
  - 스카이 트윈(24 m²)
  - 스카이 코너 트윈(37 m²)
  - 스카이 코너 더블(37 m²)
- 일본실과 일본양실
- 방(12첩)
- 일본양실(2칸 연결/분리)(7. 5첩)
- 스위트
  - 주니어 스위트 트윈(62 m²)
  - 에미시 아스 이트(93 m²)
  - 스카이 뷰 스위트(122 m²)
  - 배리어 프리
  - 액세서블 룸(42 m²)

레스토랑
- 카페 돔
- 중화요리 선운
- 이탈리안 레스토랑 라 스텔라
- 바 라운지 스타즈 바
- 베이커리 숍 노스 크레스트
- 스페셜티 레스토랑 KAMUI

웨딩
- 채플
- 신전
- BRIDAL SALON Ai

연회 회의
- 대연회장 팰리스 볼룸(764 m²)
- 중 연회장 파스텔(404 m²)
- 중 연회장 팔레트(394 m²)
- 연회장 크라운(143 m²)
- 연회장 회의실
- 심포니(187 m²)
- 카틀레야(72 m²)
- 아자레아(64 m²)
- 라일락(64 m²)
- 팬지(44 m²)
- 코스모스(36 m²)
- 일본식 연회장
- 마쓰(48 m²)
- 쓰키·유키(각 24 m²)
- 키리(18 m²)
- 파티 룸 카사 비앙카(93 m²)

휴식
- 스파 알파
- 욕실
- 사우나 룸
- 미스트 사우나 룸
- 보디 클린 룸
- 트리트먼트 룸
- 라운지
- 파우더 룸

기타
- 플라워 숍 "긴자 꽃"
- 음, 뭐 뷰티 살롱[22]
- 수브니르 숍 "HOKKAIDO AKARENGA"[23]

## 교통편
- 신삿포로 부도심에 있는 주변에는 신삿포로 아크 시티(신삿포로 아크 시티 듀오·신삿포로 버스 터미널)이나 선 피아자(이온 신삿포로점, 카테프리, 선 피아자 극장, 선 피아자 수족관), 지역의료기능추진기구 삿포로 호쿠신 병원(JCHO삿포로 호쿠신 병원) 등이 있다.

- 삿포로 시 교통국 지하철 도자이 선 신삿포로역에서 도보로 약 1분
- 홋카이도여객철도(JR홋카이도) 신삿포로역에서 도보로 약 3분